# 菲格鲁埃拉斯
菲格鲁埃拉斯，是西班牙阿拉贡自治区萨拉戈萨省的一个市镇。 总面积17平方公里，总人口1058人（2001年），人口密度62人/平方公里。